# 瓦兹河畔沙蒂永
瓦兹河畔沙蒂永（法語：Châtillon-sur-Oise，法語發音：[ʃatijɔ̃ syʁ waz]）是法国上法蘭西大區埃纳省的一个市镇，属于圣康坦区。

## 地理
瓦兹河畔沙蒂永（49°47'30"N, 3°25'12"E）面积2.62 平方千米，位于法国上法蘭西大區埃纳省，该省份为法国北部内陆省份，北起北部省，西接索姆省和瓦兹省，东临阿登省和马恩省，西南至塞纳-马恩省，东北部与比利时接壤。
与瓦兹河畔沙蒂永接壤的市镇（或旧市镇、城区）包括：瓦兹河畔梅济耶尔、里布蒙、塞里莱梅济耶尔、锡西。

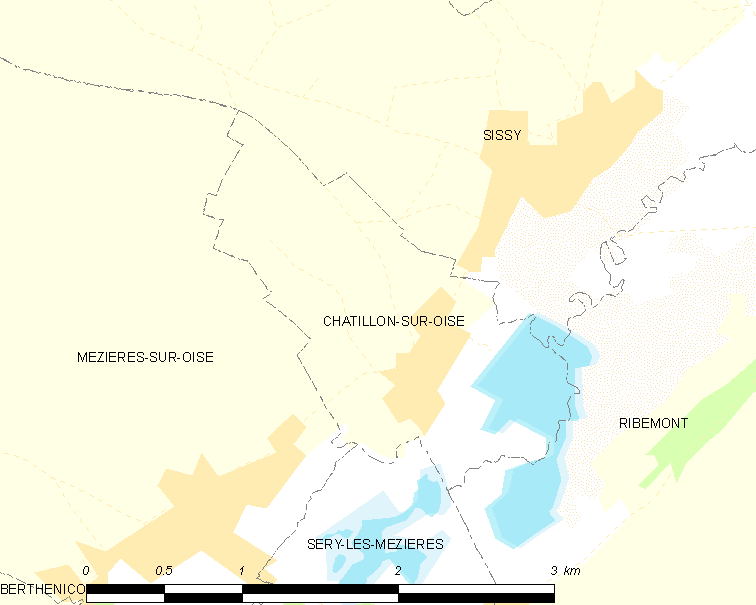
瓦兹河畔沙蒂永的OSM定位图

瓦兹河畔沙蒂永的时区为UTC+01:00、UTC+02:00（夏令时）。

## 行政
瓦兹河畔沙蒂永的邮政编码为02240，INSEE市镇编码为02170。

## 政治
瓦兹河畔沙蒂永所属的省级选区为里布蒙县。

## 人口

1962-2008年间瓦兹河畔沙蒂永人口变化图示

瓦兹河畔沙蒂永于2022年1月1日时的人口数量为125人。